# Union des nations sud-américaines
Pour les articles homonymes, voir CSN.
 (septembre 2020).
Institutions
L’Union des nations sud-américaines, abrégée en UNASUR (espagnol : Unión de Naciones Suramericanas - UNASUR ; portugais : União de Nações Sul-Americanas - UNASUL ; néerlandais : Unie van Zuid-Amerikaanse Naties - UZAN ; anglais : Union of South American Nations - USAN), anciennement connue sous le nom de Communauté sud-américaine des Nations ou CSN, est une organisation intergouvernementale intégrant deux unions douanières présentes en Amérique du Sud, le Marché commun du Sud (Mercosur) et la Communauté andine (CAN), dans le cadre d'une intégration continue de l'Amérique du Sud. L'UNASUR s'inspire de l'Union européenne. Son objectif est de « construire une identité et une citoyenneté sud-américaine et [de] développer un espace régional intégré »,,. En 2021, seuls cinq États d'Amérique du Sud en font partie.

## Histoire

### Origine
Simón Bolívar, à  l'origine de l'indépendance de certains États sud-américains, avait pour objectif de créer une fédération des nations de l'Amérique hispanique pour assurer la prospérité et la sécurité après l'indépendance et pour contrer l'impérialisme brésilien. Cependant, Bolívar n'a jamais atteint son but et est mort impopulaire à cause de ses tentatives d'établissement de gouvernements centraux forts dans les États nouvellement indépendants.
Dans les années 1990, le projet a pris naissance dans un contexte d'opposition à la zone de libre-échange des Amériques (ZLEA), « Initiatives pour les Amériques », lancé par le président américain George Bush  puis concrétisé en 1994 au Sommet des Amériques, et donc dans un contexte d'opposition à l'ingérence nord-américaine dans les affaires politiques et économiques latino-américaines. À court terme, il vise notamment à contourner le recours à l'Organisation des États américains (OEA), dont les États-Unis sont parties prenantes, lors du traitement de problèmes spécifiquement sud-américains.

### Formation

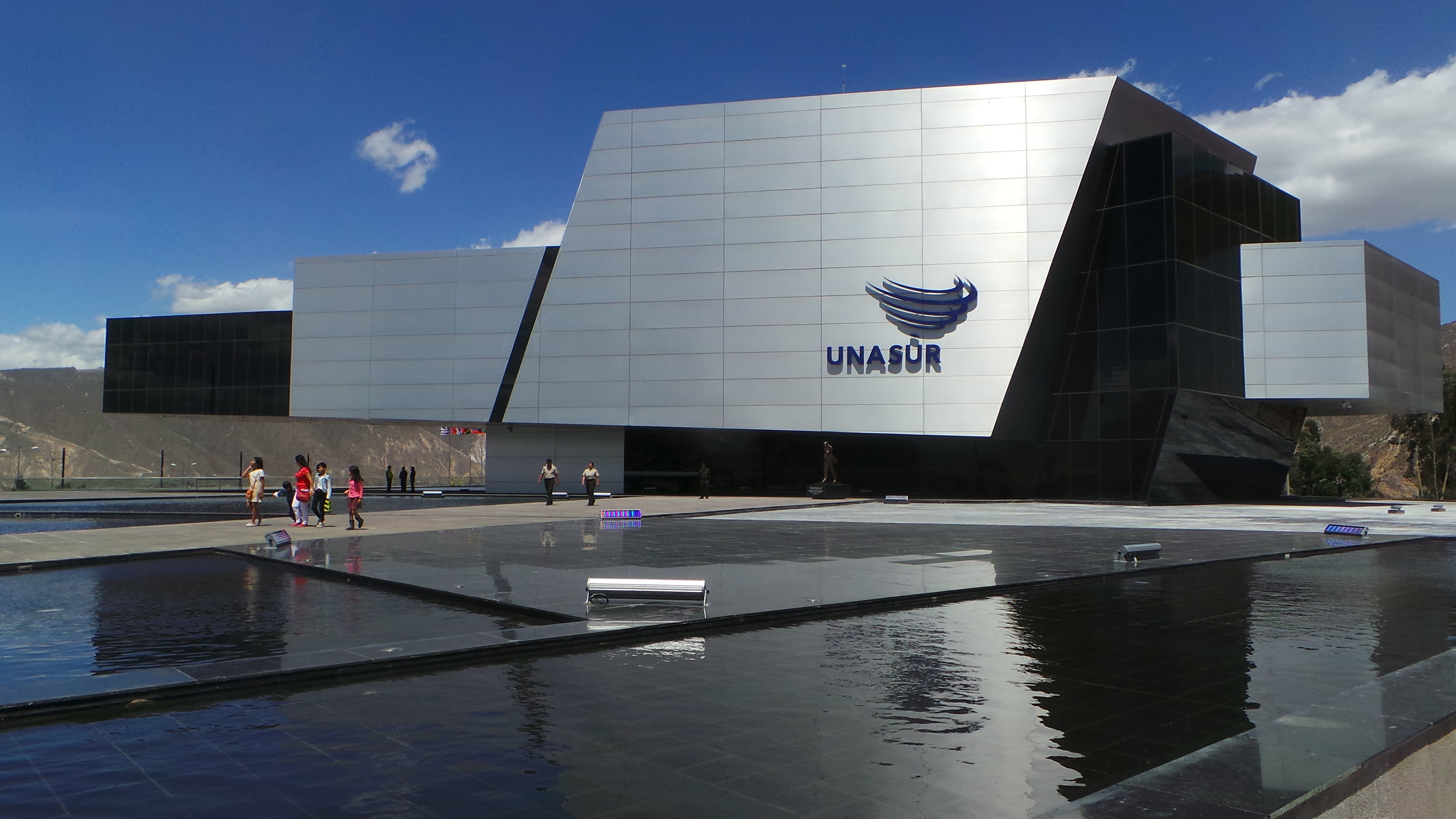
Le siège de l'UNASUR est situé à 14 km de Quito et a été inauguré en décembre 2014.

Les douze États concernés ont signé le 8 décembre 2004 la Déclaration de Cusco (en), une lettre d'intention de deux pages, visant à la réunion du Mercosur, de la Communauté andine, du Chili, du Guyana et du Suriname en une seule communauté supranationale, la Communauté sud-américaine des nations (CSN), sur le modèle de l'Union européenne. Le Panama et le Mexique ont assisté à la cérémonie de signature et ont obtenu la qualité d'observateur.
Les dirigeants ont annoncé leur intention de modeler la nouvelle communauté sur l'exemple de l'UE, avec notamment la mise en place d'un Parlement, d'une citoyenneté, d'un passeport commun et à terme d'une monnaie commune. Selon Allan Wagner, secrétaire général de la Communauté andine, une union similaire à celle de l'Union européenne (en date de 2004) devrait être possible dans les 15 prochaines années.
Néstor Kirchner a été nommé au poste de secrétaire général de l'Union des nations sud-américaines le 4 mai 2010. À cette date, le siège de l'UNASUR, prévu pour être installé en Équateur de même qu'un Parlement en Bolivie, sont encore à l'état de projets. Néstor Kirchner, 59 ans, époux de la chef de l'État argentin Cristina Kirchner, est décédé le 27 octobre 2010.

### Changement de nom
Le 28 décembre 2005, l'ancien ministre de l'extérieur chilien, Ignacio Walker, a proposé que le nom de la Communauté soit changé en Union sud-américaine. Cependant, cette proposition fut rejetée par plusieurs membres pour éviter qu'il y ait confusion entre son sigle et celui des États-Unis.
L'ancienne dénomination de l'Union, « Communauté sud-américaine des Nations » fut abandonnée le 16 avril 2007, lors de la première réunion sud-américaine sur l'énergie à Margarita (Venezuela). La dénomination « Union des nations sud-américaines », ainsi que les sigles Unasur et Unasul, furent approuvées par tous les États membres durant la rencontre.
Ces dernières années, l’Amérique latine a connu une nouvelle impulsion dans leur processus d’intégration, scénario dans lequel l’UNASUR a la possibilité de se positionner comme le nouveau moteur de ces processus d’intégration de l’Amérique latine.

### Crise, suspension et retrait
Le traité constitutif de l'UNASUR a été signé le 23 mai 2008 lors du troisième sommet des chefs d’État qui s'est tenu à Brasilia (Brésil). Le traité constitutif prévoit l'installation du siège de l'Union à Quito (Équateur). Le Parlement sud-américain devrait être installé à Cochabamba (Bolivie), tandis que le siège de la banque, la Banque du Sud, se trouverait à Caracas, au Venezuela.
Le 4 mai 2010, lors du sommet extraordinaire de Campana (province de Buenos Aires), les chefs d’État ont élu à l'unanimité l'ancien président argentin Néstor Kirchner premier secrétaire général de l'Union des nations sud-américaines pour une période de deux ans. Ceci permit à l'UNASUR d'avoir un visage politique à l'international. Cette fonction a été conçue comme première étape vers la création d'un corps administratif permanent visant à mettre en place une union supranationale qui remplacera les organes politiques du Mercosur et de la CAN.
L'Unasur est notamment intervenue dans des crises politiques en Bolivie en 2008, en Équateur en 2010, et au Paraguay en 2012. Elle s'est également engagée dans la résolution de conflits internationaux comme en 2010 entre la Colombie et le Venezuela.
Le 24 octobre 2011, l'Union des Nations sud-américaines obtint le statut de membre observateur à l’Assemblée générale de l’ONU après que la commission des affaires juridiques eut approuvé à l'unanimité la demande d'adhésion à l'organisation.
Après l'Argentine, la Bolivie, le Chili, l'Équateur, le Guyana, le Pérou, le Suriname et le Venezuela, l'Uruguay est devenu, le 1er décembre 2010, le neuvième État à ratifier le traité constitutif de l'organisation, atteignant ainsi le nombre de ratifications minimum nécessaire à l'entrée en vigueur du traité. Celui-ci est finalement entré en vigueur le 11 mars 2011,,. Avec l'entrée en vigueur du traité constitutif, l'UNASUR a acquis la personnalité juridique au sommet des ministres des affaires étrangères de Mitad del mundo, en Équateur, où la première pierre du siège du Secrétariat général de l'Union a été posée,. Cependant, en avril 2018, l'Argentine, le Brésil, le Chili, la Colombie, le Paraguay et le Pérou ont décidé de suspendre leur participation à UNASUR pour une durée indéterminée, faute de « résultats concrets garantissant le bon fonctionnement de l'organisation ». Trois pays ont annoncé leur retrait définitif : la Colombie en août 2018, l'Équateur en mars 2019, et l'Argentine.

### Chronologie
| Signature Entrée en vigueur Nom du traité | 1969 Accord de Carthagène           | 1991 Traité d'Asunción          | 2004 Déclaration de Cuzco                  | 2008 2011 Traité constitutif |  |  |  |  |  |  |  |  |
|                                           |                                     |                                 | Union des Nations sud-américaines (UNASUR) |                              |  |  |  |  |  |  |  |  |
|                                           | Communauté andine des Nations (CAN) |                                 |                                            |                              |  |  |  |  |  |  |  |  |
|                                           |                                     | Marché commun du Sud (Mercosur) |                                            |                              |  |  |  |  |  |  |  |  |
|                                           |                                     |                                 |                                            |                              |  |  |  |  |  |  |  |  |

## États membres de l'Union des nations sud-américaines

### États observateurs
Contrairement à l'Union européenne et à l'Union africaine, l'Union des nations sud-américaines admet des membres observateurs. Elle a octroyé le statut d'observateur à un État d'Amérique centrale, le Panamá, et un État d'Amérique du Nord, le Mexique.

### Territoires non membres
Les régions sud-américaines ne participant pas à l'UNASUR sont :
- Les îles Malouines sont un territoire britannique d'outre-mer. L'archipel est aussi revendiqué par l'Argentine, qui l'appelle les Malvinas.
- La Guyane, département français d'outre-mer constituant une région ultrapériphérique de l'Union européenne et faisant, à ce titre, partie de l'Union européenne.
- La Géorgie du Sud et les Îles Sandwich du Sud sont un territoire britannique d'outre-mer.

## Statut et gouvernance de l'Union

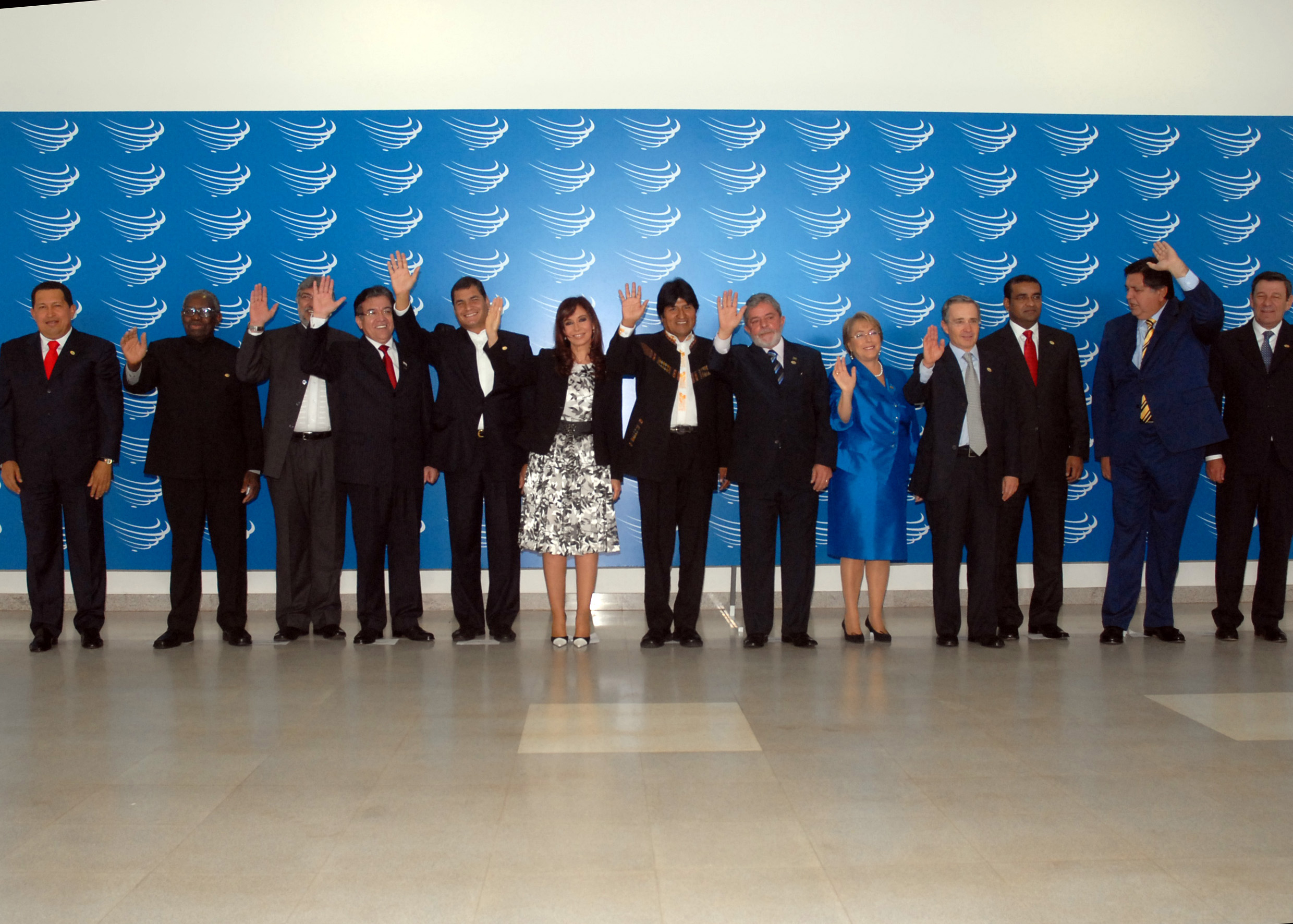
Les chefs d'État sud-américains au sommet de Brasília qui donna naissance à l'UNASUR en mai 2008.

### Institutions
L'UNASUR possède plusieurs institutions. Celles-ci sont toutefois encore en formation. Celles-ci sont :
- La présidence pro tempore est exercée successivement par chacun des États membres pour une période d'une année. Le président est chargé de préparer, convoquer, et présider les réunions des institutions. De plus, il représente l'Union dans les évènements internationaux, recherche les compromis et de signe des déclarations avec les tiers (avec le consentement des institutions de l'Union)[21].
- Le Conseil des chefs d’État et de gouvernement est la principale institution de l'Union. Il se charge d'établir les objectifs politiques, les programmes d'action et les projets du processus d'intégration sud-américaine. Il décide les priorités de sa mise en œuvre par la convocation de réunions ministérielles sectorielles. Enfin, il valide ou rejette les propositions présentées par le Conseil des ministres des relations extérieures[21].
- Le Conseil des ministres des relations extérieures se réunit chaque semestre. Le président pro tempore peut convoquer des réunions extraordinaires à la demande de la moitié des États membres.
- Le Conseil des délégués a pour fonction la publication des décisions du Conseil des chefs d’État et de gouvernement et des résolutions du Conseil des ministres avec le soutien de la présidence pro tempore et du secrétaire général. Le Conseil doit coordonner les initiatives de l'Union avec les autres processus d'intégration régional et sous-régional existant afin de promouvoir la complémentarité des efforts et la création d'un espace de dialogue qui favorise la participation citoyenne dans le processus d'intégration sud-américain[21].
- Le secrétariat général, sous la direction du secrétaire général, est l'institution qui exécute les mandats que lui confient les organes de l'Union et exerce leur représentation par délégation de ces derniers. Le secrétariat siège à Quito (Équateur). Le secrétariat doit soutenir les autres organes de l'Union dans l'exercice de leurs fonctions ainsi que proposer des initiatives et effectuer le suivi des directives prises par ces organes. Le secrétaire est également responsable de la coordination avec les autres organisations d'intégration et de coopération d'Amérique latine et des Caraïbes pour le développement des activités de l'Union[21]. Le secrétaire général est désigné par le Conseil des chefs d’État et de gouvernement sur proposition du Conseil des ministres des relations extérieures pour une période de deux ans renouvelable une fois. Son successeur ne pourra pas être de la même nationalité.
- Le Parlement sud-américain est l'instance délibérante où sont représentés les douze États membres de l'Union des nations sud-américaines. Son siège est dans la ville de Cochabamba en Bolivie.

## Grands axes et politiques menée

### Coopération en matière de défense
Le Conseil de défense de l'Amérique du Sud (CDS) a été proposé par le Venezuela et le Brésil pour servir de mécanisme de sécurité régional qui vise à promouvoir la coopération militaire et la défense régionale. L'Argentine, le Brésil, le Chili et la Colombie sont considérés comme les meilleures forces armées d'Amérique du Sud. Le Conseil de défense n'est pas une alliance militaire conventionnelle comme l'OTAN, mais elle assure une certaine coordination militaire régionale.
À l'origine, la Colombie ne souhaitait pas y prendre parti du fait de ses forts liens militaires avec les États-Unis via le Plan Colombie. Cependant la Colombie finit par adhérer au Conseil le 20 juillet 2008. Peu après la signature d'adhésion du président colombien, la présidente du Chili Michelle Bachelet mis en place un groupe de travail afin d'enquêter et de préparer une ébauche organisationnelle du Conseil. Finalement, le 10 mars 2009, les 12 États membres organisèrent la première réunion du Conseil.

### Coopération en matière d'infrastructure
L'Union des nations sud-américaines a commencé ses plans d'intégration par la construction de l'autoroute inter-océan qui a pour but de relier les États de la côte Pacifique, notamment le Chili et le Pérou, avec le Brésil et l'Argentine par des autoroutes traversant le continent et connectant la Bolivie, l'intérieur de l'Argentine, du Pérou, et du Chili aux ports. La construction du premier corridor, connectant le Pérou au Brésil, commença en septembre 2005. Elle fut financée à 60 % par le Brésil et à 40 % par le Pérou. Inauguration de l'autoroute en 2013.

### Coopération en matière énergétique
En matière de coopération énergétique, il y a notamment le projet d'anneau énergétique sud-américain pour que l'Argentine, le Brésil, le Paraguay et l'Uruguay soient alimentés en gaz de Camisea (Pérou) et en gaz de Tarija (Bolivie). Bien que ce projet ait été signé et ratifié en 2006, les difficultés économiques et politiques en Argentine et en Bolivie ont retardé l'initiative. L'accord reste donc plus un protocole qu'un réel projet puisque le Chili et le Brésil ont construit des terminaux pour l'importation de gaz naturel liquéfié de fournisseurs extérieurs. La Guyane française a voulu rejoindre le conseil énergétique d'Amérique du Sud mais à la suite de l'opposition d'altermondialistes (ATTAC) et de défenseurs de l'environnement, le gouvernement a préféré reculer. Cependant, Emmanuel Macron  souhaite un accord avec le Brésil pour importer de l'électricité à partir du barrage de Belo Monte.
Le Gazoduc trans-caribéen est un projet d'intégration énergétique entre la Colombie et le Venezuela. Sa construction commença le 8 juillet 2006 et dura 24 mois. Le gazoduc est géré par les sociétés PDVSA et Ecopetrol, respectivement du Venezuela et de Colombie. Son coût de construction est de 300 millions de dollars.

### Libre circulation des personnes
Tout citoyen Sud-Américain peut visiter un pays d'Amérique du Sud (hormis la Guyane française et le Suriname) autre que le sien pendant au plus 90 jours en n'ayant besoin de ne présenter que ses papiers nationaux d'identité. Depuis le 28 juin 2008, le passeport n'est désormais plus requis.

### Coopération en matière d'éducation
Le ministre de l'éducation du Paraguay, Víctor Ríos, a déclaré que la création d'une Université de l'Union des nations sud-américaines était l'une des priorités de la présidence paraguayenne.

### Monnaie unique sud-américaine
Après la constitution de l'UNASUR, les discussions ont porté sur la création d'une union monétaire entre les États de la région, de la même façon que l'euro pour l'Union européenne. Cette monnaie devait être émise au cours des années 2010 par la Banque du Sud,,. Cette dernière a été créée en 2007.